# Polizei SV Stettin
Polizei SV Stettin (celým názvem: Polizei-Sportverein 1920 Stettin) byl německý policejní sportovní klub, který sídlil v pomořanském městě Stettin (dnešní Szczecin v Západopomořanském vojvodství). Klubové barvy byly zelená a bílá.
Založen byl v roce 1920, zanikl v roce 1945 po polské anexi východních Pomořan.

## Historické názvy
Zdroj: 
- 1920 – Polizei SV Stettin (Polizei-Sportverein 1920 Stettin)
- 1945 – zánik

## Umístění v jednotlivých sezonách
Stručný přehled
Zdroj: 
- 1933–1937: Gauliga Pommern West
- 1937–1939: Gauliga Pommern
- 1939–1940: Gauliga Pommern West

Jednotlivé ročníky
Zdroj: 
Legenda: Z - zápasy, V - výhry, R - remízy, P - porážky, VG - vstřelené góly, OG - obdržené góly, +/- - rozdíl skóre, B - body, červené podbarvení - sestup, zelené podbarvení - postup, fialové podbarvení - reorganizace, změna skupiny či soutěže
| Velkoněmecká říše (1933 – 1940) |                      |        |                                                             |                                                             |                                                             |                                                             |                                                             |                                                             |                                                             |                                                             |        |
| Sezóny                          | Liga                 | Úroveň | Z                                                           | V                                                           | R                                                           | P                                                           | VG                                                          | OG                                                          | +/-                                                         | B                                                           | Pozice |
| 1933/34                         | Gauliga Pommern West | 1      | 12                                                          | 8                                                           | 2                                                           | 2                                                           | 41                                                          | 20                                                          | +21                                                         | 18                                                          | 2.     |
| 1934/35                         | Gauliga Pommern West | 1      | 12                                                          | 8                                                           | 1                                                           | 3                                                           | 48                                                          | 29                                                          | +19                                                         | 17                                                          | 2.     |
| 1935/36                         | Gauliga Pommern West | 1      | 12                                                          | 8                                                           | 1                                                           | 3                                                           | 37                                                          | 22                                                          | +15                                                         | 17                                                          | 3.     |
| 1936/37                         | Gauliga Pommern West | 1      | 12                                                          | 10                                                          | 0                                                           | 2                                                           | 31                                                          | 15                                                          | +16                                                         | 20                                                          | 1.     |
| 1937/38                         | Gauliga Pommern      | 1      | 18                                                          | 7                                                           | 4                                                           | 7                                                           | 22                                                          | 26                                                          | -4                                                          | 18                                                          | 5.     |
| 1938/39                         | Gauliga Pommern      | 1      | 18                                                          | 6                                                           | 2                                                           | 10                                                          | 42                                                          | 42                                                          | 0                                                           | 14                                                          | 6.     |
| 1939/40                         | Gauliga Pommern West | 1      | Klub se odhlásil v průběhu sezóny, výsledky byly anulovány. | Klub se odhlásil v průběhu sezóny, výsledky byly anulovány. | Klub se odhlásil v průběhu sezóny, výsledky byly anulovány. | Klub se odhlásil v průběhu sezóny, výsledky byly anulovány. | Klub se odhlásil v průběhu sezóny, výsledky byly anulovány. | Klub se odhlásil v průběhu sezóny, výsledky byly anulovány. | Klub se odhlásil v průběhu sezóny, výsledky byly anulovány. | Klub se odhlásil v průběhu sezóny, výsledky byly anulovány. | 6.     |

Poznámky:
- 1936/37: Polizei SV Stettin (vítěz sk. West) ve finále prohrál s Viktorií Stolp (vítěz sk. Ost) celkovým poměrem 4:5 (1. zápas – 1:0, 2. zápas – 3:5).